# Pairc Free Church

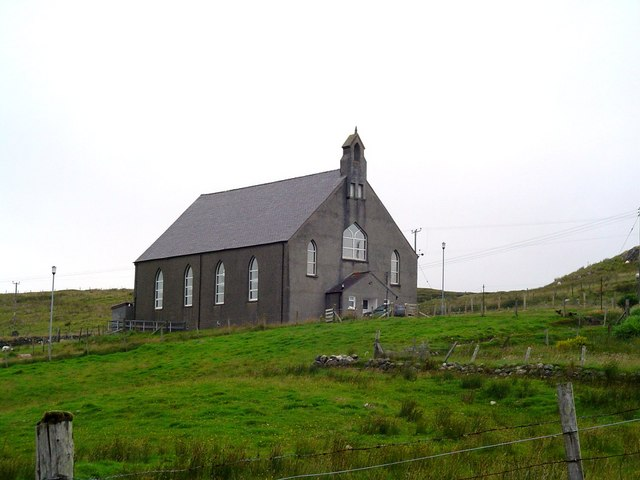
Pairc Free Church

Die Pairc Free Church, englisch: Park Free Church, ist ein Kirchengebäude der Nachfolgeorganisation der presbyterianischen United Free Church of Scotland in der Ortschaft Gravir auf der schottischen Hebrideninsel Lewis and Harris. 1993 wurde das Gebäude in die schottischen Denkmallisten in der Kategorie C aufgenommen.

## Geschichte
Das Gebäude der Pairc Free Church stammt aus dem 19. Jahrhundert. Vermutlich handelt es sich um einen Grundkörper aus dem mittleren 19. Jahrhundert, der gegen Ende des Jahrhunderts in seinen heutigen baulichen Zustand versetzt wurde. Möglicherweise stammt jedoch auch der Bau ausschließlich aus dem späten 19. Jahrhundert.

## Beschreibung
Die Pairc Free Church steht im Zentrum abseits der B8060, welche die Hauptverkehrsstraße der kleinen Ortschaft Gravir bildet. Die längliche Saalkirche ist schlicht neogotisch mit Spitzbogenfenstern ausgeführt. Das Hauptportal befindet sich an einem später ergänzten Vorbau an der ostexponierten Hauptfassade. Darüber ist ein weites Spitzbogenfenster eingelassen, oberhalb dessen sich ein giebelständiger Dachreiter mit offenem Geläut erhebt. Die Seitenfassaden sind vier Achsen weit und mit Lanzettfenstern ausgeführt. Die Fassaden der Pairc Free Church sind mit Harl verputzt. Das abschließende Satteldach ist schiefergedeckt.